# Data General/One
De Data General/One (DG-1) is een laptop uit 1984 die ontworpen, gefabriceerd en verkocht werd door het Amerikaanse bedrijf Data General.
De DG-1 had een 80C88-processor, 128 KB RAM (uitbreidbaar tot 512 KB), twee 3,5-inch diskettestations en een monochroom LCD-scherm met een resolutie van 640×256 pixels dat 80×25 tekens kon tonen. De laptop was voorzien van een NiCd-batterij, draaide MS-DOS en CP/M-86 en was qua mogelijkheden vergelijkbaar met de toenmalige desktopcomputers.
De laptop kende maar een matig succes. Een belangrijk probleem was het gebruik van 3,5-inch diskettes. Populaire programma's waren in die tijd hoofdzakelijk beschikbaar op 5,25-inch diskettes en de toenmalige kopieerbeveiligingssystemen voor diskettes maakten het het voor gebruikers lastig om software naar 3,5-inch diskettes te kopiëren. Bovendien had het LCD-scherm een zeer laag contrast en een smalle kijkhoek, waardoor het bijzonder moeilijk te lezen was.
Een bijgewerkte versie van de DG-1 verscheen later met een sterk verbeterd elektroluminescerend scherm. Dit nieuwe scherm verbruikte echter zoveel stroom dat de batterijoptie verwijderd werd, waardoor de DG-1 niet echt meer een laptop was.